# Исихара, Каори
Каори Исихара (яп. 石原 夏織 Исихара Каори, род. 6 августа 1993, префектура Тиба) — японская поп-певица, идол, сэйю и актриса. В прошлом работала в агентстве Up-Front, куда она была вовлечена вместе с Happy! Style и Team Dekaris. В настоящее время сотрудничает с компанией Sigma Seven. До апреля 2013 года была участницей музыкального проекта StylipS, в который также входила Юй Огура. Исполнила несколько песен для персонажей в аниме, две из них попали в чарт Oricon. В 2013 году удостоилась награды Seiyu Awards в категории «Лучшая начинающая актриса».

## Работы и роли

### Аниме-сериалы
2010 год
- Kiss×sis — женщина
- Yumeiro Patissiere — Клара Хант, Эстрагон
- «Староста-горничная» — Судзуна Аюдзава

2011 год
- Aria the Scarlet Ammo — Рэки
- Double-J — Ютака Тоба
- Mayo Chiki! — Мируку

2012 год
- AKB0048 — Химэко
- Ano Natsu de Matteru — Канна Танигава
- Campione! — Метис
- Dakara Boku wa, H ga Dekinai. — Мина Окура
- High School DxD — Муруяма
- Kokoro Connect — Юкина Курихара
- Kono Naka ni Hitori, Imouto ga Iru! — Коноэ Цурума
- Magi — Аладдин
- Muv-Luv — Чуй Дзифэй
- Rinne no Lagrange — Мадока Кёно
- Saki Achiga-hen Episode of Side-A — Рюка Симидзудани

2013 год
- Aikatsu! 2nd Season — Сэйра Отосиро
- AKB0048 Second Stage — Химэко
- Hyperdimension Neptunia: The Animation — Рам
- Magi: The Kingdom of Magic — Аладдин
- Nagi no Asukara — Саю Хисанума
- Strike the Blood — Аврора Флорестина
- Teekyuu [ТВ-2 и 3] — Удонко Кондо
- Yuyushiki — кохай
- «Нахальный принц и кошка-несмеяна» — Адзуса Адзуки

2014 год
- Cross Ange — Розали
- Girl Friend Beta — Юдзуко Хадзуки
- Z/X — Мисаки Юдзуриха

2015 год
- Baby Steps — Аки Симидзу
- Gatchaman Crowds — Цубаса Мисудати
- Joukamachi no Dandelion — Канадэ Сакурада
- Teekyuu [ТВ-4, 5 и 6] — Удонко Кондо
- Owari no Seraph — Рика Иноуэ
- Ultra Super Anime Time — Супика

2016 год
- Cardfight!! Vanguard G: Stride Gate — Лиза Феррис
- Kamisama Minarai: Himitsu no Cocotama — Нодзоми Сакураи
- Teekyuu [ТВ-7 и 8] — Удонко Кондо

2017 год
- «Дракорничная госпожи Кобаяси» — Сёта Магацути, Сасакибэ

2021
- Combatants Will Be Dispatched! — Чёрная Лилит
- Higehiro — Юдзуха Мисима
- «Дракорничная госпожи Кобаяси» [ТВ-2] — Сёта Магацути, Сасакибэ

### OVA
- Rinne no Lagrange: Kamogawa Days (2012) — Мадока Кёно
- Kono Naka ni Hitori, Imouto ga Iru! (2013) — Коноэ Цурума
- Code Geass: Boukoku no Akito (2013—2016) — Элис Шайнг
- Ano Natsu de Matteru (2014) — Ёдзакура

### Анимационные фильмы
- Planzet (2010) — Коёми Акэдзима
- Aikatsu! (2014) — Сэйра Отосиро
- Pop in Q (2016) — Лучия

### Видеоигры
- Hyperdimension Neptunia Mk2 (2011) — Рам
- Mugen Souls (2012) — Уэлш
- Hyperdimension Neptunia Victory (2012) — Рам
- Disgaea Dimension 2 (2013) — Сисили
- Exstetra (2013) — Сихо
- Fairy Fencer F (2013) — Тиара
- Mugen Souls Z (2013) — Уэлш
- Hyperdimension Neptunia Re;Birth1 (2013) — Рам
- Senran Kagura Shinovi Versus (2013) — Ёдзакура
- Sorcery Saga: Curse of the Great Curry God (2013) — Пуни
- Hyperdimension Neptunia: Producing Perfection (2013) — Рам
- Ys: Memories of Celceta (2013) — Карна
- Hyperdevotion Noire: Goddess Black Heart (2014) — Тиара
- Hyperdimension Neptunia Re;Birth2: Sisters Generation (2014) — Рам
- Dekamori Senran Kagura (2014) — Ёдзакура
- Super Heroine Chronicle (2014) — Рэки
- Senran Kagura Estival Versus (2015) — Ёдзакура
- Shironeko Project (2015) — Сидзуку Эндзю
- Granblue Fantasy (2016) — Джульетта

## Дискография

### Альбомы
Совместно с YuiKaori
- Puppy  (2011)

Совместно с StylipS
- Step One!! (2013)